# Scylaticus histrio
Scylaticus histrio là một loài ruồi trong họ Asilidae. Scylaticus histrio được Wiedemann miêu tả năm 1828.